# Kabinet-Törngren
Het kabinet–Törngren was de regering van de Republiek Finland van 5 mei 1954 tot 20 oktober 1954.

## Kabinet–Törngren (1954)
| Ambtsbekleder                 | Ambtsbekleder       | Ambtsbekleder                    | Functie(s)                         | Ambtstermijn | Ambtstermijn    | Partij(en)                     |
| ----------------------------- | ------------------- | -------------------------------- | ---------------------------------- | ------------ | --------------- | ------------------------------ |
|                               | Ralf Törngren       | Ralf Törngren (1899–1961)        | Premier                            | 5 mei 1954   | 20 oktober 1954 | Zweedse Volkspartij in Finland |
|                               | Väinö Leskinen      | Väinö Leskinen (1917–1972)       | Minister van Binnenlandse Zaken    | 5 mei 1954   | 20 oktober 1954 | Sociaal- Democratische Partij  |
|                               | Urho Kekkonen       | Urho Kekkonen (1900–1986)        | Minister van Buitenlandse Zaken    | 5 mei 1954   | 20 oktober 1954 | Centrumpartij                  |
|                               | Jussi Sukselainen   | Jussi Sukselainen (1906–1995)    | Minister van Financiën             | 5 mei 1954   | 20 oktober 1954 | Centrumpartij                  |
|                               |                     | Yrjö Puhakka (1888–1971)         | Minister van Justitie              | 5 mei 1954   | 20 oktober 1954 | Onafhankelijk                  |
|                               | Penna Tervo         | Penna Tervo (1901–1956)          | Minister van Economische Zaken     | 5 mei 1954   | 20 oktober 1954 | Sociaal- Democratische Partij  |
|                               | Emil Skog           | Emil Skog (1897–1981)            | Minister van Defensie              | 5 mei 1954   | 20 oktober 1954 | Sociaal- Democratische Partij  |
|                               | Tyyne Leivo-Larsson | Tyyne Leivo- Larsson (1902–1977) | Minister van Sociale Zaken         | 5 mei 1954   | 20 oktober 1954 | Sociaal- Democratische Partij  |
|                               | Johannes Virolainen | Johannes Virolainen (1914–2000)  | Minister van Onderwijs             | 5 mei 1954   | 20 oktober 1954 | Centrumpartij                  |
|                               | Martti Miettunen    | Martti Miettunen (1907–2002)     | Minister van Transport             | 5 mei 1954   | 20 oktober 1954 | Centrumpartij                  |
|                               | Viljami Kalliokoski | Viljami Kalliokoski (1894–1978)  | Minister van Landbouw              | 5 mei 1954   | 20 oktober 1954 | Centrumpartij                  |
| Ministers zonder portefeuille |                     |                                  |                                    |              |                 |                                |
| Ambtsbekleder                 | Ambtsbekleder       | Ambtsbekleder                    | Functie(s)                         | Ambtstermijn | Ambtstermijn    | Partij(en)                     |
|                               | Vieno Simonen       | Vieno Simonen (1898–1994)        | Minister voor Maatschappelijk Werk | 5 mei 1954   | 20 oktober 1954 | Centrumpartij                  |
|                               | Aku Sumu            | Aku Sumu (1907–1988)             | Ministers voor Openbare Werken     | 5 mei 1954   | 20 oktober 1954 | Sociaal- Democratische Partij  |
|                               |                     | Hannes Tiainen (1914–2001)       | Minister voor Agrarische Zaken     | 5 mei 1954   | 20 oktober 1954 | Sociaal- Democratische Partij  |